# Żeliwo molibdenowe
Żeliwo molibdenowe – żeliwo zawierające od 0,15% do 1,4% molibdenu. Cechuje je dobra wytrzymałość w różnych temperaturach, odporność na ścieranie oraz działanie wody słodkiej i słonej. 
Żeliwo molibdenowe zakwalifikowane jest do żeliw stopowych. Żeliwa molibdenowe są znormalizowane według Polskich Norm.